# 哈里克市镇
哈里克市镇（俄语：Харикское муниципальное образование）是俄罗斯联邦伊尔库茨克州奎屯区所属的一个市镇。其下辖有个居民点，行政中心为哈里克。据2016年统计，该市镇的人口为727人。